# Acacia estrophiolata
Acacia estrophiolata, comúnmente conocido como Madera de hierro, Madera de hierro sureña, Madera de hierro del desierto o utjanypa, es un árbol nativo de Australia Central.

## Descripción
Es un elegante árbol de sombra péndulo, que crece desde aproximadamente 4 a 16 metros (13 a 52 pies) de altura y tiene un tronco con un diámetro de hasta unos 0,45 m. Tiene una corona extendida que se vuelve llorona a medida que el árbol madura. Las plantas jóvenes tienen ramas rígidas y filodos cortos rectos que aparecen en grupos a medida que los árboles maduran, las ramas se vuelven péndulas y los filodos espinosos de color verde claro aumentan en longitud pero ya no están agrupados. Tiene una abundante floración de flores esféricas de color amarillo pálido después de las lluvias invernales.
El árbol tiene una tasa de crecimiento lenta y es resistente tanto a la sequía como a las heladas.

## Taxonomía
La especie fue descrita formalmente por el botánico Ferdinand von Mueller en 1882 como parte de la obra Definitions of some new Australian plants publicada en Southern Science Record. Fue reclasificado como Racosperma estrophiolatum por Leslie Pedley en 1987 y luego devuelto al género Acacia en 2001.
Está estrechamente relacionado con Acacia excelsa y más lejanamente relacionado con Acacia dolichophylla.
El espécimen tipo fue recolectado cerca del Río Finke en el Territorio del Norte por H.Kempe.

## Distribución
El árbol se encuentra en partes del noroeste de Australia Meridional, partes del sur del Territorio del Norte y partes orientales de las regiones de Pilbara y Goldfields de Australia Occidental.
Por lo general, se encuentra en áreas con un promedio de precipitaciones de aproximadamente 220-350 mm/año.
A. estrophiolata crece principalmente en llanuras aluviales arenosas en suelos arenosos bien drenados, se encuentra como árboles dispersos entre matorrales altos y abiertos y comunidades de bosques abiertos.

## Usos

### Alimentación
Tradicionalmente, los aborígenes australianos usarían la resina del árbol como una golosina dulce de la tierra de la sabana. Su nombre en el idioma Arrernte de Australia Central es Ngkwarle athenge arlperle. Aún hoy a veces se consume.

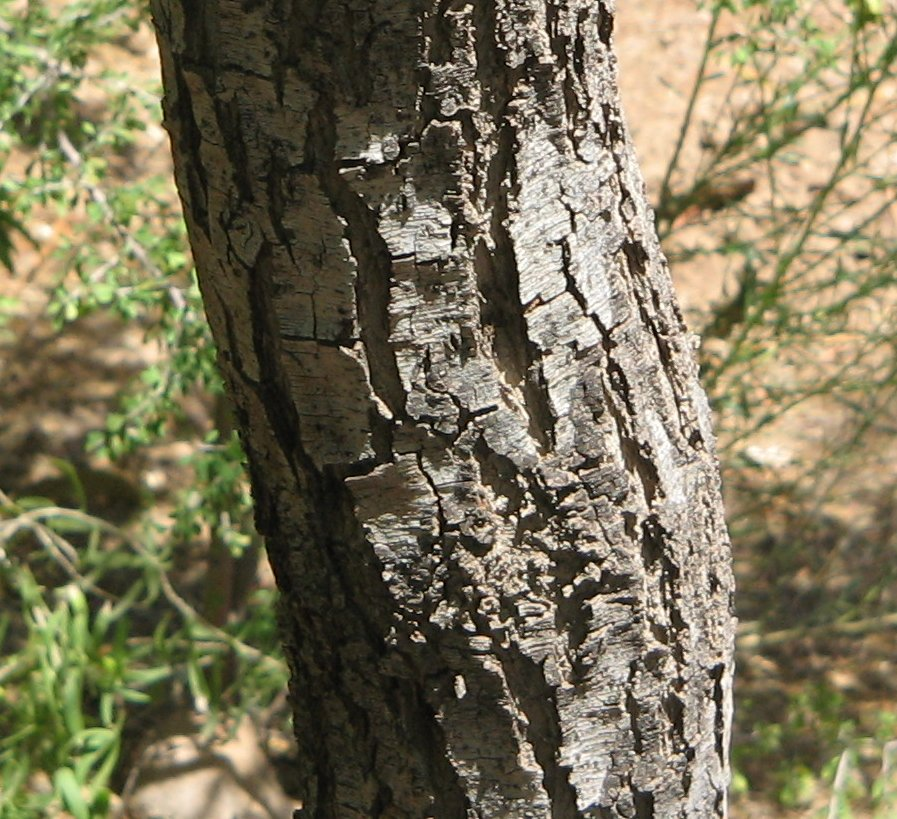
Corteza de Acacia estrophiolata

La resina se desprende de las ramas, ya sea clara o roja. Luego se muele y se mezcla con un poco de agua, luego se deja endurecer nuevamente hasta obtener una resina masticable, y se come con un palito.

### Forraje
El árbol es un buen forraje para el ganado. Las semillas son comestibles y contienen un 28,9% de proteína.

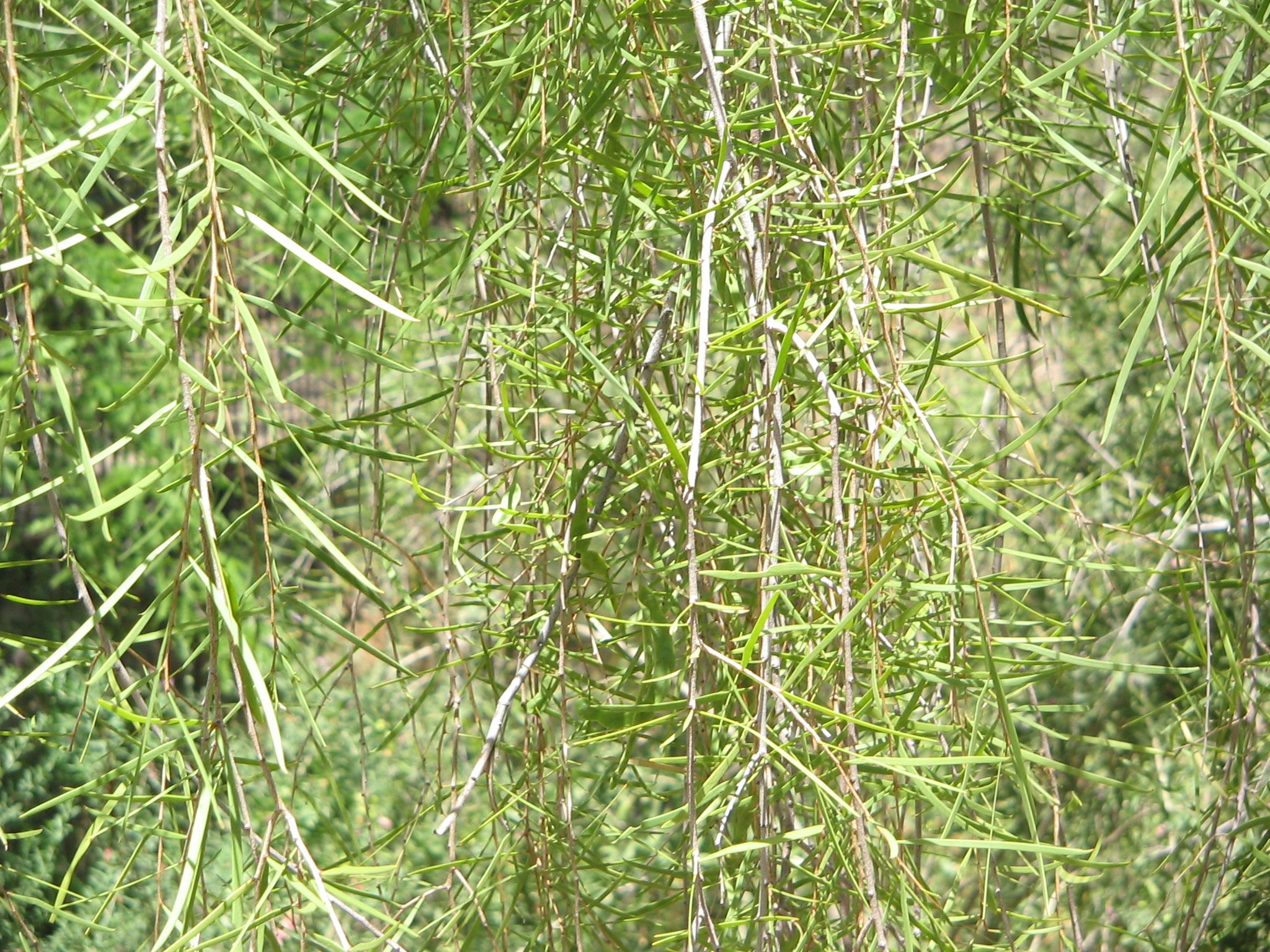
Follaje de Acacia estrophiolata

### Medicina tradicional
Partes del árbol se utilizan tópicamente para tratar problemas de piel como quemaduras, cortes, sarna, llagas y también se utiliza para tratar heridas graves. Se usa como loción para tratar problemas de ojos.

### Madera
La madera es muy dura y es buena para hacer postes para cercas.